# Carrera (equip ciclista)
El Carrera va ser un equip ciclista italià que va existir entre 1984 i 1996 i que estava patrocinat pel fabricant de roba texana italiana Carrera Jeans. En els seus 17 anys d'existència l'equip va aconseguir importants victòries, sent un dels principals equips dins el panorama ciclista del moment. En el seu palmarès destaquen tres edicions del Giro d'Itàlia, un Tour de França i una Volta a Espanya, a banda de nombroses etapes i classificacions secundàries.

## Principals victòries

### Clàssiques
- Gant-Wevelgem: Guido Bontempi (1984, 1986)
- Milà-Sanremo: Erich Maechler) (1987), Claudio Chiappucci (1991)
- Clàssica de Sant Sebastià: Claudio Chiappucci (1993)
- Lieja-Bastogne-Lieja: Rolf Sørensen (1993)

### Curses per etapes
- Volta a Suïssa: 1984 (Urs Zimmermann)
- Tour de Romandia: 1987 (Stephen Roche)
- Tirrena-Adriàtica: 1988 (Erich Maechler)

### Grans Voltes
| - Tour de França - 15 participacions (1979, 1982, 1984, 1985, 1986, 1987, 1988, 1989, 1990, 1991, 1992, 1993, 1994, 1995, 1996) - 25 victòries d'etapa - 1 el 1985: Jørgen Vagn Pedersen - 4 el 1986: Guido Bontempi (3), Erich Maechler - 2 el 1987: contre-la-montre par équipes, Stephen Roche - 1 el 1988: Massimo Ghirotto - 1 el 1989: Acácio da Silva - 2 el 1990: Massimo Ghirotto, Guido Bontempi - 3 el 1991: Abdoujaparov (2), Chiappucci - 3 el 1992: Bontempi, Chiappucci, Roche - 2 el 1993: Fabio Roscioli, Claudio Chiappucci - 2 el 1995: Marco Pantani (2) - 1 el 1996: Massimo Podenzana - 1 victòria final: - 1987: Stephen Roche - 8 classificacions secundàries: - Classificació de la muntanya (3): - 1979: Giovanni Battaglin - 1991: Claudio Chiappucci - 1992: Claudio Chiappucci - Classificació per punts (1): - 1991: Djamolidine Abdoujaparov - Premi de la combativitat (2): - 1991: Claudio Chiappucci - 1992: Claudio Chiappucci - Classificació dels joves (2): - 1994: Marco Pantani - 1995: Marco Pantani | - Giro d'Itàlia - 17 participations (1980, 1981, 1982, 1983, 1984, 1985, 1986, 1987, 1988, 1989, 1990, 1991, 1992, 1993, 1994, 1995, 1996) - 38 victòries d'etapa: - 2 el 1980: Jørgen Marcussen, Giovanni Battaglin - 2 el 1981: Guido Bontempi, Giovanni Battaglin - 1 el 1982: Guido Bontempi - 3 el 1983: Guido Bontempi (2), Roberto Visentini - 3 el 1984: Visentini, Leali, Bontempi - 6 el 1986: Guido Bontempi (5), Roberto Visentini - 5 el 1987: Visentini (2), Roche (2), Bontempi - 2 el 1988: Guido Bontempi (2) - 1 el 1989: Acácio da Silva - 3 el 1991: Poulnikov, Ghirotto, Sciandri - 2 en 1992: Guido Bontempi (2) - 2 en 1993: Guido Bontempi, Claudio Chiappucci - 3 en 1994: Marco Pantani (2), Vladimir Poulnikov - 1 en 1995: Enrico Zaina - 2 en 1996: Enrico Zaina (2) - 3 victòries finals: - 1981: Giovanni Battaglin - 1986: Roberto Visentini - 1987: Stephen Roche - 6 classificacions secundàries: - Classificació per punts (2): - 1986: Guido Bontempi - 1991: Claudio Chiappucci - Intergiro (1): - 1989: Jure Pavlič - Gran Premi de la muntanya (3): - 1990: Claudio Chiappucci - 1992: Claudio Chiappucci - 1993: Claudio Chiappucci | - Volta a Espanya - 6 participacions (1981, 1988, 1989, 1991, 1992, 1995) - 12 victòries d'etapa: - 4 el 1981: Bontempi (2), Chinetti, Battaglin - 1 el 1988: Ettore Pastorelli - 1 el 1989: Massimo Ghirotto - 2 el 1991: Guido Bontempi (2) - 4 el 1992: Djamolidine Abdoujaparov (4) - 1 victòria final: - 1981: Giovanni Battaglin - 1 classificació secundària: - Classificació per punts: Djamolidine Abdoujaparov (1992) |

### Campionats

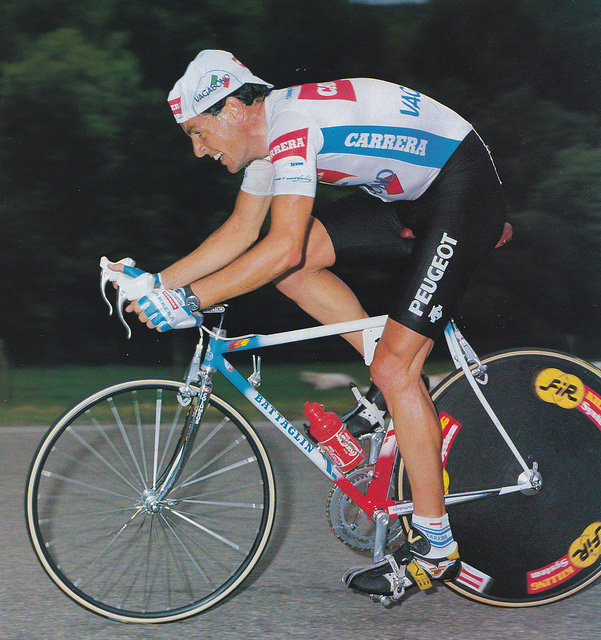
Stephen Roche al 1987

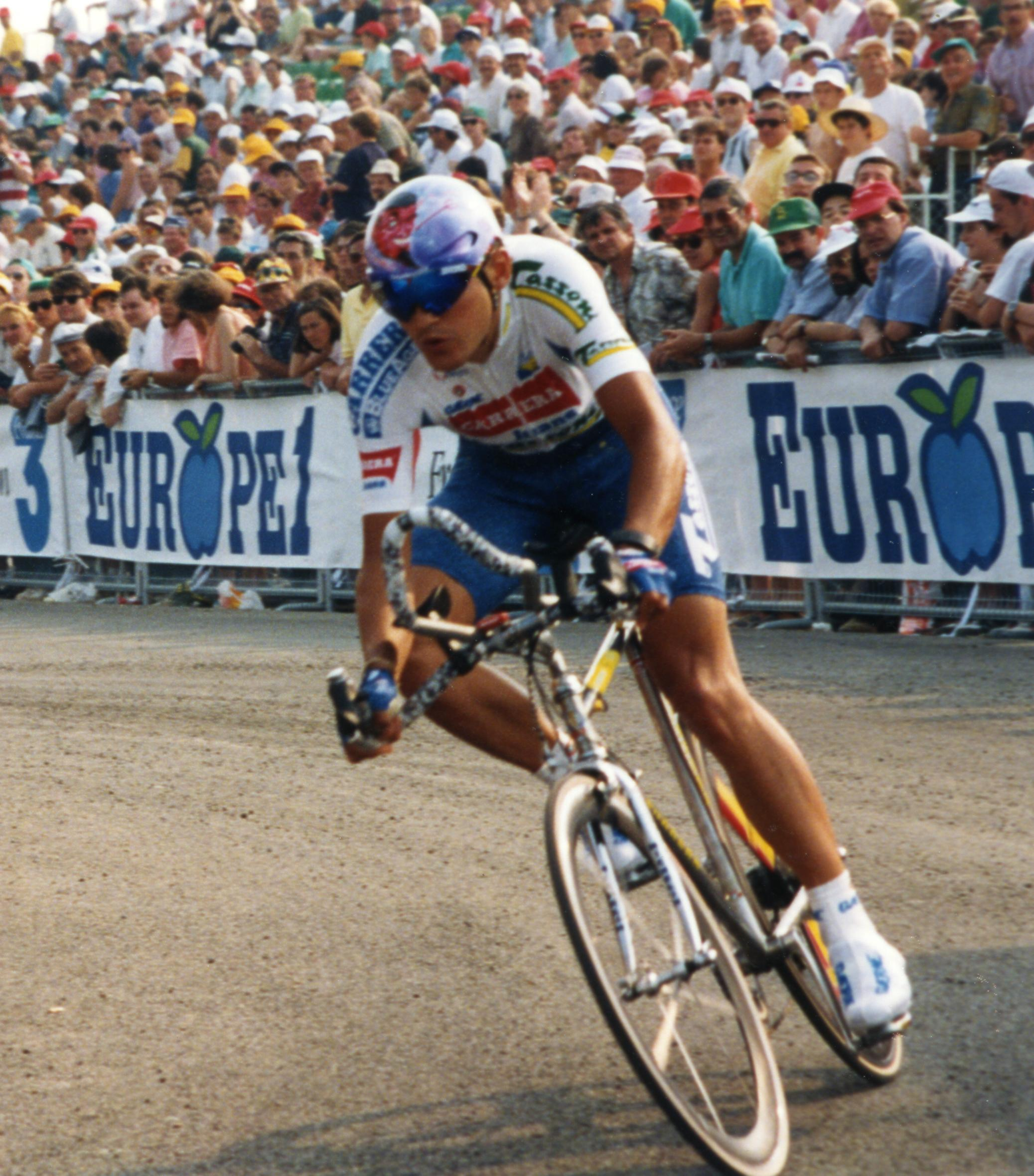
Claudio Chiappucci al 1993

#### Campionats del món
- Campionat del món en ruta: 1987 (Stephen Roche)

#### Campionats nacionals
- Campionat d'Itàlia en ruta (1): 1987 (Bruno Leali)
- Campionat de Suïssa en ruta (1): 1986 (Urs Zimmermann)
- Campionat d'Ucraïna en ruta (1): 1992 (Vladimir Poulnikov)

## Classificacions UCI
La següent classificació estableix la posició de l'equip en finalitzar la temporada, així com el millor ciclista en la classificació indiviual.
| Temporada | Classificació per equips | Millor ciclista en la classificació individual |
| --------- | ------------------------ | ---------------------------------------------- |
| 1995      | 8è                       | Claudio Chiappucci (6è)                        |
| 1996      | 15è                      | Beat Zberg (42è)                               |